# Llista d'exploradores i viatgeres
Es tracta d'una llista de dones que van explorar o van viatjar pel món de manera pionera. La llista pot incloure dones naturalistes, marineres, escaladores, amb trineu de gossos, nedadores, pilots, i exploradores submarines.
| Nom                             | Nacionalitat                               | Nascut       | Mort   | Consecució/ns |
| ------------------------------- | ------------------------------------------ | ------------ | ------ | --- |
| Harriet Chalmers Adams          | estatsunidenca                             | 1875         | 1937   | Va explorar i fotografiar Amèrica del Sud, Àsia, l'Oceà Pacífic del sud |
| Tania Aebi                      | estatsunidenca                             | 1966         |        | Sosté el rècord de la persona més jove i primera dona americana en navegar sola al voltant del món (amb aturades i assistència). |
| Dominick Arduin                 | francesa                                   | 1960         | 2004   | Desapareguda en el seu intent d'esdevenir la primera dona en assolir el Pol Nord amb esquís en solitari |
| Florence Augusta Merriam Bailey | estatsunidenca                             | 1863         | 1948   | Naturalista ornitòloga i escriptora americana, que va realitzar un extens treball de camp a l'Oest americà |
| Ann Bancroft                    | estatsunidenca                             | 1955         |        | Primera dona en viatjar sobre el casquet glacial als pols Nord i Sud |
| Jeanne Baré                     | francesa                                   | 1740         | 1807   | Primera dona (disfressada d'home) en fer la circumnavegació al món |
| Maryse Bastié                   | francesa                                   | 1898         | 1952   | Primera aviadora francesa a travessar l'Atlántic. |
| Jean Batten                     | neozelandesa                               | 1909         | 1982   | Primera persona en volar en solitari entre Anglaterra i Nova Zelanda - va batre altres rècords |
| Gertrude Bell                   | anglesa                                    | 1868         | 1926   | Va explorar i mapejar Síria Major, Mesopotàmia, Anatòlia i Aràbia |
| Laura Bingham                   | anglesa                                    | 1992         |        | Va travessar en bicicleta Amèrica del Sud sense diners |
| Isabella Bird                   | britànica                                  | 1831         | 1904   | Exploradora, escriptora i naturalista que va viatjar pel seu compte per Amèrica del Nord, Hawaii, Japó, Corea, Xina, Vietnam, Singapur, Malàisia, Índia, Pèrsia, Kurdistan, Turquia, i Marroc |
| Nancy Bird-Walton               | australiana                                | 1915         | 2009   | Pionera australiana de l'aviació |
| Nellie Bly                      | estatsunidenca                             | 1864         | 1922   | Periodista pionera que va fer la volta al món en 72 dies, essent la primera persona en fer-ho |
| Hélène Boucher                  | francesa                                   | 1908         | 1934   | Aviadora francesa que va establir diversos rècords mundials de velocitat femenina. Va morir en un accident d'avió. |
| Louise Arner Boyd               | estatsunidenca                             | 1887         | 1972   | Exploradora de Groenlàndia i l'Àrtic |
| Susan Butcher                   | estatsunidenca                             | 1954         | 2006   | Múixing a Alaska |
| Berthe Cabra                    | belga                                      | 1864         | 1947   | Viatgera belga, primera dona europea en recórrer Àfrica central des de l'est a l'oest |
| Martha Jane Canary              | estatsunidenca                             | 1852         | 1903   | Pionera americana i exploradora professional, coneguda per lluitar contra els indis i per ser amiga de Wild Bill Hickok. |
| Renata Chlumska                 | txeca i sueca                              | 1973         |        | Va escalar l'Everest, va recórrer en caiac i bicicleta els 48 estats continentals dels EUA |
| Krystyna Chojnowska-Liskiewicz  | polonesa                                   | 1936         |        | Primera dona en navegar en solitari al voltant del món |
| Kay Cottee                      | australiana                                | 1954         |        | Primera dona en navegar en solitari al voltant del món, sense aturades |
| Octavie Coudreau                | francesa                                   | c.1870       | c.1910 | Primera exploradora i geògrafa de la regió de l'Amazones al Brasil i Guaiana Francesa |
| Aimée Crocker                   | estatsunidenca                             | 1864         | 1941   | Hereva, l'escriptora va dedicar una dècada en explorar l'Extrem Orient als anys 1890. Va recórrer l'interior de Java i Borneo. |
| Sophia Danenberg                | estatsunidenca                             | 1972         |        | Primera dona negra en assolir el cim de l'Everest |
| Alexandra David-Néel            | francesa                                   | 1868         | 1969   | Viatjà pel Tibet quan era tancat als estrangers |
| Robyn Davidson                  | australiana                                | 1950         |        | Va fer 1700 milles a camell des d'Alice Springs a la costa oest d'Austràlia |
| Laura Dekker                    | neerlandesa, alemanya, i neozelandesa      | 1995         |        | La persona més jove en navegar al voltant del món en solitari |
| Cassandra DePecol               | estatsunidenca                             | 1989         |        | Va viatjar a totes les nacions sobiranes en un viatge del 24 de juliol de 2015, al 2 de febrer de 2017; aconseguint així el Rècord Mundial Guinness de "Persona més Ràpida (dona) en viatjar a totes les Nacions Sobiranes" i és la primera dona documentada, americana més ràpida, i més jove en fer aquest viatge. |
| Eva Dickson                     | sueca                                      | 1905         | 1938   | Exploradora sueca, aviadora, escriptora de viatges i conductora de ral·lis. Primera dona en travessar el Sàhara en cotxe. |
| Lady Hay Drummond-Hay           | anglesa                                    | 1895         | 1946   | Primera dona en circumnavegar el món per l'aire (amb dirigible) |
| Edith Durham                    | anglesa                                    | 1863         | 1944   | Exploradora d'Albània i els Balcans |
| Amelia Earhart                  | estatsunidenca                             | 1897         | 1937   | Primera dona en volar en solitari a través de l'Atlàntic |
| Isabelle Eberhardt              | suïssa                                     | 1877         | 1904   | Exploradora i escriptora suïssa a Algèria, convertida a l'Islam i que va viatjar lliurement vestida d'home. |
| Gertrude Ederle                 | estatsunidenca                             | 1905         | 2003   | Primera dona en nedar el Canal anglès |
| Barbara Hillary                 | estatsunidenca                             | 1931         |        | Primera dona afroamericana en assolir el Pol Nord |
| Amy Johnson                     | estatsunidenca                             | 1903         | 1941   | Pionera de l'aviació que va batre molts rècords en vols de llarga distància |
| Osa Johnson                     | estatsunidenca                             | 1894         | 1953   | Va fer pel·lícules i va escriure llibres sobre viatges a l'Àfrica, Oceà Pacífic del sud i Borneo |
| Gerlinde Kaltenbrunner          | austríaca                                  | 1970         |        | Primera dona en ascendir tots els catorze vuitmils sense oxigen suplementari |
| Mary Kingsley                   | anglesa                                    | 1862         | 1900   | Etnògrafa i exploradora de l'Àfrica de l'oest |
| Belinda Kirk                    | britànica                                  | (Desconegut) |        | Fundadora d'Explorers Connecta. Kirk ha recorregut Àfrica, Nicaragua i el desert xinès de Taklamakan. Va capitanejar el primer equip femení que va a circumnavegar la Gran Bretanya sense escales. |
| Ness Knight                     | sudafricana                                | 1985         |        | Exploradora i primera dona de la història que va nedar el riu Tàmesi des del seu naixement fins a Londres l'any 2013. Va completar una travessa en solitari de les regions remotes de Namíbia del nord en 2016. |
| Annie "Londonderry" Kopchovsky  | estatsunidenca letona                      | 1870         | 1947   | Primera dona en fer la volta al món en bicicleta |
| Polly Letofsky                  | estatsunidenca                             | 1962         |        | Primera dona en caminar al voltant del món. El 1999, Polly va començar la seua caminada de 5 anys al voltant del món, conscienciant sobre càncer de pit en col·laboració amb el Lion's Club |
| Charlotte Mansfield             | anglesa                                    | 1881         | 1936   | Va escriure el llibre Via Rhodèsia (1911) sobre els seus viatges per l'Àfrica del sud |
| Beryl Markham                   | anglesa                                    | 1902         | 1986   | Aviadora keniana, nascuda britànica (una de les primeres pilots de vols salvatges), aventurera, entrenadora de genets i autora. Fou la primera dona en volar en solitari a través de l'Atlàntic des de l'est fins a l'oest.                                                                                          |
| Annette Meakin                  | anglesa                                    | 1867         | 1959   | Primera Anglesa en recórrer el Ferrocarril Transsiberià. Va escriure sobre aquest en "The Ribbon of iron".Viatjant pel Turkistan rus i altres parts de Rússia. |
| Ynes Mexia                      | estatsunidenca mexicana                    | 1870         | 1938   | Botànica mexicana i exploradora que va començar la seua carrera a l'edat de 55 anys. Descobrint un nou gènere botànic (Mexianthus) i moltes altres espècies de plantes noves. |
| Dervla Murphy                   | irlandesa                                  | 1931         |        | Escriptora de viatges irlandesa coneguda per viatjar en bicicleta tota sola per Europa, Iran, Afganistan, Pakistan i Índia |
| Sarah Marquis                   | suïssa                                     | 1972         |        | Aventurera suïssa i exploradora que va caminar 16.000 km a través d'Àsia, Sibèria i Austràlia |
| Marianne North                  | anglesa                                    | 1830         | 1890   | Prolíifica Biòloga victoriana anglesa i artista botànica |
| Ida Pfeiffer                    | austríaca                                  | 1797         | 1858   | El 1847 va viatjar sola al voltant del món, va publicar llibres dels seus nombrosos viatges |
| Anésia Pinheiro Machado         | brasilera                                  | 1904         | 1999   | Segona dona en obtenir el títol de pilot al Brasil |
| Kate Rice                       | canadenca                                  | 1882         | 1963   | Primera dona en explorar el Canadà del nord, escriptora i paranyera, coneguda per les seues habilitats en el trineu de gossos |
| Wanda Rutkiewicz                | polonesa                                   | 1943         | 1992   | Alpinista polonesa, primera dona en assolir el cim del K2 |
| Kira Salak                      | estatsunidenca                             | 1971         |        | Viatgera per Mali i Papua Nova Guinea |
| Annemarie Schwarzenbach         | suïssa                                     | 1908         | 1942   | Periodista i fotògrafa que va viatjar a l'Iran, Afganistan i Àfrica |
| Beryl Smeeton                   | anglesa                                    | 1905         | 1979   | Alpinista, navegant de creuer i viatgera |
| Annie Smith Peck                | estatsunidenca                             | 1850         | 1935   | Primera persona en ascendir el Huascarán als Andes |
| Hester Stanhope                 | anglesa                                    | 1776         | 1839   | Va dirigir la primera investigació arqueològica moderna a Terra Santa; va viatjar vestida com un home (va ser descoberta) |
| Freya Stark                     | anglesa i italiana (francesa de naixement) | 1893         | 1993   | Va viatjar i escriure sobre l'Orient Mitjà, incloent els deserts d'Aràbia, Afganistan |
| Clara Eleonore Stinnes          | alemanya                                   | 1901         | 1990   | Primera dona a fer la volta al món en automòbil. |
| Katherine Stinson               | estatsunidenca                             | 1891         | 1977   | Una de les primers dones aviadores i la quarta en obtindre el títol als Estats Units. |
| Rosie Swale-Popa                | suïssa, irlandesa, i britànica             | 1946         |        | Ha corregut, caminat i navegat al voltant del món |
| Junko Tabei                     | japonesa                                   | 1939         | 2016   | Primera dona en assolir el cim de l'Everest |
| Annie Edson Taylor              | estatsunidenca                             | 1838         | 1921   | Primera persona en sobreviure a caure per les cataractes de Niàgara en un tonell |
| Alexandrine Tinné               | neerlandesa                                | 1835         | 1869   | Exploradora holandesa a l'Àfrica i primera dona europea en intentar travessar el Sàhara |
| Adeline Van Buren               | estatsunidenca                             | 1889         | 1949   | Juntament amb la seua germana Augusta Van Buren, foren les primeres dones en travessar el continent americà en moto i en solitari. |
| Augusta Van Buren               | estatsunidenca                             | 1884         | 1959   | Juntament amb la seua germana Adeline Van Buren, foren les primeres dones en travessar el continent americà en moto i en solitari. |
| Jessica Watson                  | australiana i neozelandesa                 | 1993         |        | Persona més jove en navegar sense escales ni assistència al voltant del món (però no va acomplir els criteris de WSSRC) |
| Fanny Bullock Workman           | estatsunidenca                             | 1859         | 1925   | Cartògrafa americana que va explorar les glaceres a l'Himàlaia |